# Radovići
Radovići (cyr. Радовићи) – wieś w Czarnogórze, w gminie Tivat. W 2011 roku liczyła 535 mieszkańców.